# Laurent Busselier
Laurent Pierre Busselier (* 27. November 1976 in Nizza, Frankreich) ist ein ehemaliger französischer Handballspieler.
Busselier, der zuletzt für Chambéry Savoie HB spielte und für die französische Nationalmannschaft auflief, wurde meist auf Linksaußen eingesetzt.
In seiner Jugend spielte Laurent Busselier noch bei Pont Saint Esprit, Martigues und Valence, bevor er 1996 für Montpellier HB in der ersten französischen Liga debütierte. Mit den Männern von der Mittelmeerküste gewann er 1998, 1999 und 2000 die französische Meisterschaft sowie 1999 und 2000 den französischen Pokal. 2000 jedoch schloss er sich dem damaligen Vizemeister Chambéry Savoie HB an. Dort gewann er 2001 erneut die französische Meisterschaft; 2002 wurde er Vizemeister und gewann den französischen Ligapokal, 2003 wurde er ebenfalls Vizemeister, 2005 stand er im Finale des französischen Pokals und 2006 wurde er erneut Vizemeister. 2013 beendete er seine Karriere. Ab dem Jahre 2017 war er bei Chambéry Savoie HB als Co-Trainer tätig. Zur Saison 2022/23 übernahm er das Traineramt von Sélestat AHB.
Laurent Busselier bestritt 17 Länderspiele für die französische Nationalmannschaft. Bei der Handball-Europameisterschaft 2008 in Norwegen gewann er mit seinem Land Bronze.